# Miraż. Trzy lata w Azji
Miraż. Trzy lata w Azji – książka autorstwa Andrzeja Mellera, stanowiąca zbiór reportaży z Azji, napisanych w latach 2008–2011. Została wydana po raz pierwszy w 2011 roku, nakładem warszawskiego wydawnictwa The Facto. Nominowana (nie otrzymała nagrody) w plebiscycie Travelery 2011 w kategorii „książka roku”.

## Opis treści
Książka zawiera teksty poświęcone m.in. następującym miejscom, wydarzeniom i tematom:
- wojna w Osetii Południowej (2008) i inne wydarzenia w Gruzji w 2008 roku
- wybory prezydenckie w Azerbejdżanie w 2008 roku
- Iran, zwłaszcza tamtejsze reakcje na wybory prezydenckie w Stanach Zjednoczonych w 2008 roku
- zamach w Mumbaju (2008)
- prostytucja w Indiach
- Goa i Manali
- problem naksalitów
- ofensywa na Sri Lance (2008–2009)
- pogranicze indyjsko-pakistańskie, w tym Radżastan
- wybory prezydenckie w Afganistanie w 2009 roku
- wizyta w Polskim Kontyngencie Wojskowym w Afganistanie na przełomie IV i V zmiany
- Bamian i Pandższir
- kryzys polityczny w Tajlandii (2008–2009)
- konsekwencje katastrofy w Bhopalu
- transseksualizm w Tajlandii
- konflikty wewnętrzne w Mjanmie (Birmie) i inne elementy sytuacji politycznej i społecznej w tym kraju
- uchodźcy birmańscy w Tajlandii
- tunele Củ Chi w Wietnamie
- wizyta w sanktuarium Matki Bożej z La Vang w archidiecezji Huế
- turystyka w Laosie
- Aceh – konsekwencje tsunami z 2004 roku i problem separatyzmu w regionie